# Sandro Pertini
Alessandro „Sandro” Pertini (ur. 25 września 1896 w Stelli, zm. 24 lutego 1990 w Rzymie) – włoski polityk i dziennikarz, działacz antyfaszystowski, więzień polityczny, sekretarz Włoskiej Partii Socjalistycznej, długoletni parlamentarzysta, w latach 1968–1976 przewodniczący Izby Deputowanych, prezydent Włoch w latach 1978–1985.

## Życiorys
Syn Alberta i Marii. W 1914 podjął studia prawnicze na Uniwersytecie Genueńskim. Ostatecznie kierunek ten ukończył w 1923 na Università degli Studi di Modena e Reggio Emilia. Rok później został absolwentem nauk politycznych na Uniwersytecie Florenckim. Uczestnik I wojny światowej, został powołany w 1915, brał udział w walkach nad Isonzo. Dołączył do włoskich socjalistów, po rozłamie w pierwszej połowie lat 20. został członkiem Partito Socialista Unitario. Od 1919 zasiadał w radzie miejskiej swojej rodzinnej miejscowości.
Zdeklarowany przeciwnik reżimu faszystowskiego. Represjonowany i kilkakrotnie skazywany za prowadzoną działalność. Pierwszy raz zatrzymany w 1925 za rozpowszechnianie opozycyjnej broszury, skazany na 8 miesięcy pozbawienia wolności, którą to karę darowano na mocy amnestii. W 1926 był w grupie opozycjonistów, którzy zorganizowali wyjazd socjalistycznego działacza Filippa Turatiego do Francji. Skazany za to na 5 lat pozbawienia wolności, zdołał sam również wyjechać do Francji. Pracował tam m.in. jako robotnik, był na emigracji również sądzony za prowadzoną działalność. W międzyczasie we Włoszech zaocznie skazany na 10 miesięcy pozbawienia wolności. W 1929 na podstawie podrobionego paszportu powrócił do Włoch, gdzie został aresztowany, a następnie orzeczono wobec niego karę 10 lat i 9 miesięcy pozbawienia wolności. Początkowo więziony, później osadzany w obozach internowania, został zwolniony w sierpniu 1943. Dołączył do kierownictwa socjalistów oraz do Comitato di Liberazione Nazionale. Ujęty w październiku 1943 i następnie skazany na karę śmierci, zdołał w styczniu 1944 uciec i przedostać się do Mediolanu. Kontynuował działalność w CLN jako jeden z jego przywódców. Był jednym z organizatorów powstania w Mediolanie z kwietnia 1945.
W 1945 pełnił funkcję sekretarza Włoskiej Partii Socjalistycznej (wówczas pod nazwą Partito Socialista Italiano di Unità Proletaria). W 1945 zasiadł w Consulta Nazionale, prowizorycznym parlamencie. W latach 1946–1947 i 1947–1951 był dyrektorem „Avanti!”, czasopisma związanego z socjalistami. W 1946 wybrany do konstytuanty. W 1948 wszedł w skład Senatu I kadencji. W 1953 uzyskał mandat posła do Izby Deputowanych II kadencji. Z powodzeniem ubiegał się o reelekcję w pięciu kolejnych wyborach w 1958, 1963, 1968, 1972 i 1976. W 1963 objął funkcję wiceprzewodniczącego, a od lipca 1968 do czerwca 1976 był przewodniczącym Izby Deputowanych.
W lipcu 1978 w szesnastej turze głosowania został wybrany na urząd prezydenta Włoch. Kadencję prezydencką rozpoczął 9 lipca tegoż roku, a zakończył 29 czerwca 1985. Wszedł następnie w skład izby wyższej włoskiego parlamentu jako senator dożywotni, w którym zasiadał do czasu swojej śmierci w 1990.
Był przyjacielem Jana Pawła II. 13 maja 1981, po zamachu na papieża, odwiedził rannego w szpitalu klinicznym Gemelli. Według relacji watykańskiego fotografa Artura Mariego (przekazanej kilkanaście lat później) umierający prezydent wyraził chęć zobaczenia się z papieżem, na co jednak nie zezwoliła jego żona. Informacjom, aby to żona Sandra Pertiniengo podjęła taką decyzję, zaprzeczył natomiast przedstawiciel fundacji imienia zmarłego polityka.
Był żonaty z Carlą Voltoliną.

## Odznaczenia i wyróżnienia
- Wielki Mistrz Orderu Zasługi Republiki Włoskiej – ex officio (1978–1985)
- Wielki Mistrz Orderu Wojskowego Włoch – ex officio (1978–1985)
- Wielki Mistrz Orderu Zasługi za Pracę – ex officio (1978–1985)
- Wielki Mistrz Orderu Gwiazdy Solidarności Włoskiej – ex officio (1978–1985)
- Wielki Mistrz Orderu Vittorio Veneto – ex officio (1978–1985)
- Złoty Medal za Męstwo Wojskowe – 1955[8]
- Srebrny Medal za Męstwo Wojskowe – 1917[a][9]
- Medaglia d’oro ai benemeriti della scuola della cultura e dell’arte – 1985[10]
- Wielki Łańcuch Orderu Świętego Jakuba od Miecza – 1980, Portugalia[11]
- Tytuł doktora honoris causa Uniwersytetu Warszawskiego – 1986[12]